# NGC 1067
NGC 1067 è una galassia a spirale situata nella costellazione del Triangolo, a una distanza di circa 208 milioni di anni luce dalla nostra Via Lattea.

## Scoperta
La galassia è stata scoperta il 22 novembre 1827 dall'astronomo britannico John Herschel.

## Descrizione

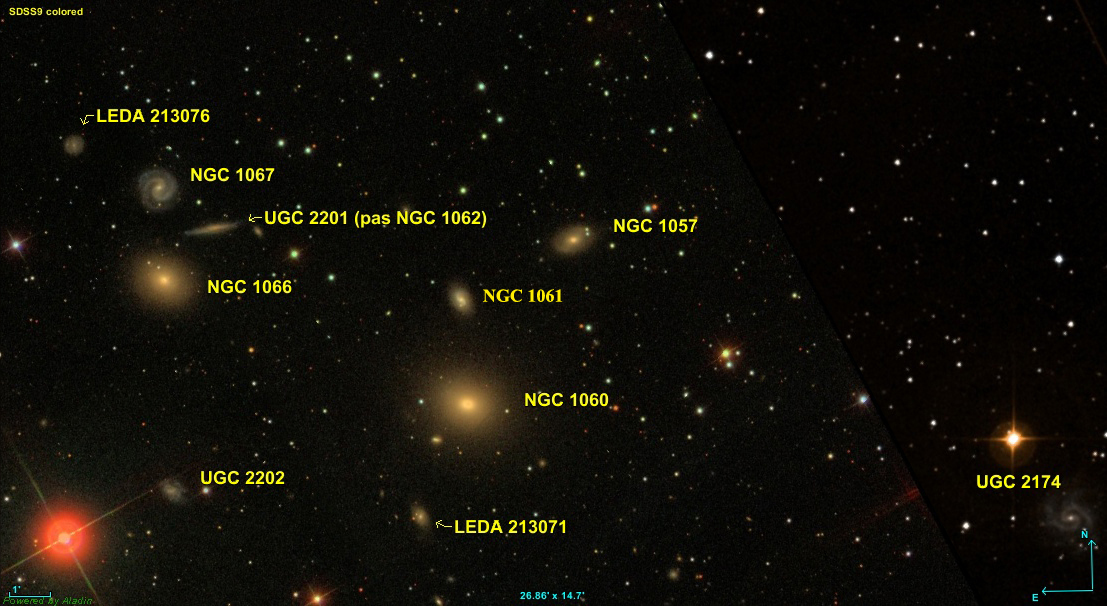
NGC 1067 e le galassie vicine

NGC 1067 ha una classe di luminosità III e presenta una larga riga a 21 cm dell'idrogeno neutro.
NGC 1067 è situata in una regione di cielo particolarmente ricca di galassie e che comprende anche NGC 1057, NGC 1060, NGC 1061 e NGC 1066. Sono inoltre presenti anche galassie non incluse nel New General Catalogue. La galassia UGC 2201 è erroneamente indicata come NGC 1062 nel database SIMBAD.

## Gruppo di NGC 973
NGC 1067 fa parte di un gruppo di galassie che comprende almeno 20 membri, il Gruppo di NGC 973. Oltre a NGC 973 e NGC 1067, il gruppo comprende tra le altre anche NGC 969, NGC 974, NGC 1002 (=NGC 983) e NGC 987.